# Einzelmolekülmagnet

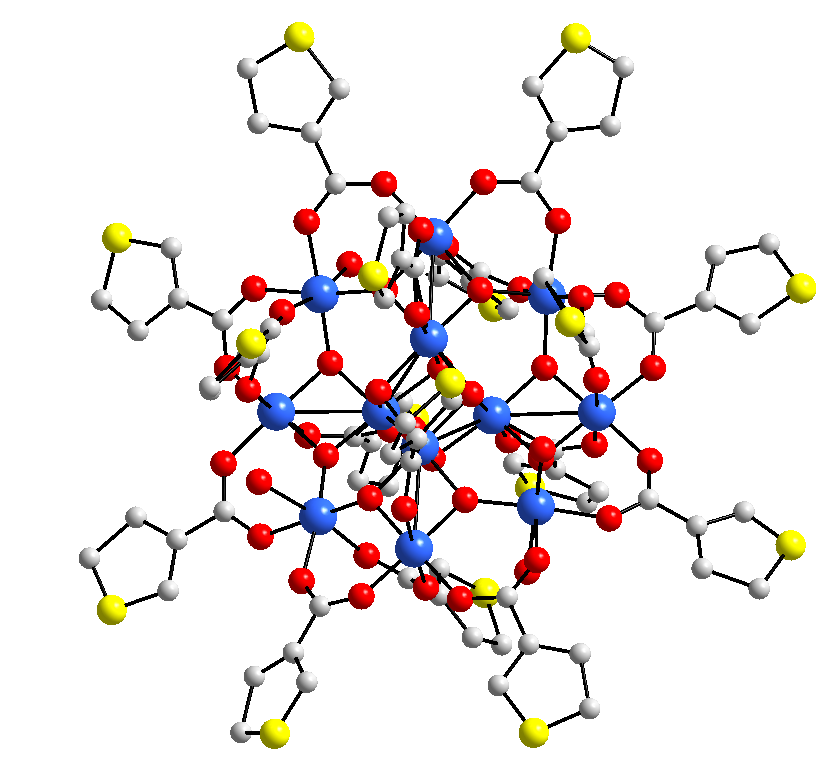
Molekülstruktur eines Mn_{12}-Nanomagnetes.

Ein Einzelmolekülmagnet, im Englischen als „Single-Molecule Magnet“ (SMM) bezeichnet, ist ein Molekülkomplex aus einem oder mehreren Metallionen und organischen Liganden mit einem Gesamtspin, wobei die Ausrichtung des Gesamtspins bei hinreichend tiefen Temperaturen unterhalb der „Blocking Temperature“ {\displaystyle T_{\text{B}}} über eine gewisse, temperaturabhängige Zeit stabil ist. Als „Blocking Temperature“ wird die Temperatur definiert, oberhalb derer keine Gesamtmagnetisierung innerhalb eines Zeitfensters beobachtet werden kann. Man bezeichnet entsprechende magnetische Systeme als Superparamagnete.
Ferromagnete sind Materialien mit lokalen Spins mit fester, bevorzugter Ausrichtung (Anisotropie). Die Ausrichtung bzw. Magnetisierung wird durch eine langreichweitige Kopplung unterhalb einer kritischen Temperatur {\displaystyle T_{\rm {C}}} erzielt. Im Gegensatz dazu sind in superparamagnetischen Materialien die langreichweitigen Kopplungen aufgebrochen, z. B. durch die Partikelgröße (klassische Superparamagnete). Aufgrund der Anisotropie gibt es weiterhin eine bevorzugte Ausrichtung, die aber nun zeitlich schalten kann. Man spricht dabei von einer magnetischen Relaxation. Die magnetische Relaxation erfolgt über eine spontane Änderung der Ausrichtung des Gesamtspins. Die Anisotropie entspricht dabei der Energiebarriere {\displaystyle U}, die beim Schaltvorgang zu überwinden ist. Die Energiebarriere {\displaystyle U} ist definiert als {\displaystyle U=KV} mit {\displaystyle K} der Anisotropieenergiedichte und {\displaystyle V} dem Volumen. Für klassische Superparamagnete ergibt sich aus der Boltzmann-Statistik die Néel-Lebensdauer {\displaystyle \tau _{N}} des Gesamtspins zu
{\displaystyle \tau _{N}=\tau _{0}\exp \left({\frac {U}{k_{\mathrm {B} }T}}\right)}
mit {\displaystyle k_{\text{B}}} die Boltzmann-Konstante und der Versuchszeit (aus dem Néel-Relaxations Modell) {\displaystyle \tau _{0}}.
Ein Einzelmolekülmagnet ist ein spintragendes Molekül, dessen Gesamtspin {\displaystyle S}, bedingt durch die strukturelle Geometrie des Moleküls (siehe auch Kristallfeld- und Ligandenfeldtheorie), eine bevorzugte Ausrichtung (Anisotropie) hat und bedingt durch seine Größe, die Ferromagnetismus ausschließt, Superparamagnetismus zeigt. Die Energiebarriere {\displaystyle U} kann nun geschrieben werden als {\displaystyle U=S^{2}|D|} mit {\displaystyle D} als materialspezifische und experimentell bestimmbare Nullfeldaufspaltung. Das heißt, dass dieses Molekül in einem Magnetfeld magnetisiert werden kann und diese Magnetisierung nach Abschalten des Feldes für eine gewisse Zeit {\displaystyle \tau _{N}} beibehält. In Einzelmolekülmagneten ist der Superparamagnetismus die Eigenschaft des Einzelmoleküls und unabhängig von seiner Umgebung. Entsprechend sind Messungen der magnetischen Hysterese nicht nur von der Temperatur abhängig, sondern auch von der Messgeschwindigkeit. Somit kann man Einzelmolekülmagnete in andere Stoffe, zum Beispiel Kunststoffe, einbetten, und der Effekt des Superparamagnetismus bleibt erhalten.
In der experimentellen Untersuchung der Néel-Lebensdauer in Abhängigkeit von der Temperatur wurde aber festgestellt, dass für Einzelmolekülmagnete bei tiefen Temperaturen der bekannte Zusammenhang zwischen Lebensdauer und Temperatur nicht mehr allgemein gültig ist. Zusätzlich wurde eine weitere Ursache für spontane Relaxation identifiziert, die als Quantentunneln der Magnetisierung in der Literatur bezeichnet wird. Die Ursache für die Abweichung ist, dass die Spinachse keine echte Quantisierungsachse ist, sondern, durch die Kopplung des Spins an das Bahnmoment, die Achse der Gesamtdrehimpulsquantenzahl. Daraus ergibt sich, dass Zustände mit umgekehrten Gesamtspin eine Überlappung der Elektronenwellfunktionen haben, und man spricht dabei von einer transversalen Anisotropie. Durch die Überlappung der Wellenfunktionen kann daher ein Schalten der Magnetisierung nicht nur durch ein thermisch angeregtes Schalten über die Energiebarriere, sondern auch durch ein temperaturunabhängiges Tunneln durch die Barriere erfolgen.
Charakteristisch für Einzelmolekülmagnete ist das Vorhandensein eines Spinzentrums, das in einer organischen Ligandstruktur, das das Spinzentrum gegenüber äußeren Einflüssen abschirmt, eingebunden ist. Das Spinzentrum kann ein einzelnes Metallion sein, bekanntes Beispiel ist ein Terbiumion in Tb-Phthalocyanin2 (TbPc2) oder auch aus vielen gekoppelten Spins räumlich separierter Spinzentren bestehen, wie in Mn12-Acetat. Prinzipiell bestehen keine Grenzen bei der Wahl der spintragenden Zentren, der Beschaffenheit der Liganden noch der Größe. Notwendig ist aber, dass die spintragenden Elektronen nur schwach mit denen der Liganden kommunizieren, da dieses zum Quantentunneln der Magnetisierung beiträgt. Insoweit haben alle bekannten Einzelmolekülmagnete metallische Ionen als Spinzentren mit stark lokalisierten Elektronen wie 4f-Elektronen in TbPc2, die geringe Wechselwirkung mit den organischen Liganden zeigen. Auch ergibt sich daraus eine Begrenzung bzgl. der Anzahl gekoppelter Spinzentren. Die Kopplung von mehreren Spinzentren, die die Energiebarriere für thermisch angeregtes Schalten in vorteilhafter Weise erhöht, setzt eine Spin-Spin Wechselwirkung über organische Bestandteile voraus, die wiederum auch die Rate des unvorteilhaften Quantentunneln der Magnetisierung erhöht. Aktuelle Forschung in diesem Bereich ist darauf fokussiert, molekulare Strukturen zu synthetisieren, in denen die Energiebarriere maximiert wird, ohne die Rate des Quantentunnelns zu erhöhen.
Die Stoffgruppe ist interessant, weil es sich um echte Nanomaterialien mit einer Größe von einigen Nanometern handelt und sich Effekte wie z. B. der Magnetismus, sich einerseits streng quantenmechanisch, andererseits nach den Gesetzen der klassischen Physik verhalten. Das heißt, diese Moleküle bewegen sich im Grenzbereich dieser beiden Gebiete der Physik.

## Blocking-Temperatur
Die Messungen finden bei sehr tiefen Temperaturen statt. Interessant ist in diesem Zusammenhang die sogenannte „blocking temperature“, unterhalb welcher der Effekt der Relaxation langsam gegenüber der Untersuchungsmethode wird. Beispielsweise zeigt ein Molekül, welches bei 2 K magnetisiert wurde, nach 60 Tagen noch 40 % der Magnetisierung. Wird die Temperatur auf 1,5 K abgesenkt, so würde der gleiche Wert erst nach 40 Jahren erreicht.

## Geschichte
Die ersten Berichte über ein ungewöhnliches magnetisches Verhalten des Komplexes Mn12O12(MeCO2)16(H2O)4 (in der Fachliteratur als Mn12-Acetat abgekürzt und dessen Synthese erstmals 1980 berichtet wurde) stammen aus dem Jahre 1991 von europäischen Forschern in Florenz. An selber Substanz wurde 1996 erstmals der Effekt des Quantentunnelns der Magnetisierung nachgewiesen. Dabei lag die Blocking-Temperatur bei unterhalb von 4 K.
Der Begriff „single-molecule magnet“ (Einzelmolekülmagnet) wurde durch David Hendrickson, einen Chemiker der University of California, San Diego, und George Christou (Indiana University) im Jahre 1996 geprägt.
Basierend auf diesen anfänglichen Arbeiten, wurden eine ganze Reihe weiterer Einzelmolekülmagnete gefunden. Die höchsten Blocking-Temperaturen sind für TbPc2 berichtet, mit einer Spin-Lebensdauer von bis zu 1 ms bei 40 K.
Die Forschungen über diese Stoffe sind ein Teilbereich der Nanophysik.

## Anwendungen
Potenzielle Anwendungen sind im Bereich der Quantencomputer und der nanoskopischen Informationsspeicher vorstellbar. In diesem Bereich sind diese Materialien interessant, da man sich ein solches Molekül als ein Bit vorstellen kann und somit extrem hohe Datendichten realisierbar wären. Es wären Datendichten von bis zu 100 Tbit/in² (150 Gbit/mm²) erreichbar, was drei bis vier Größenordnungen über dem derzeit Möglichen liegt.